# Chakkit Laptrakul
Chakkit Laptrakul (nacido el 2 de diciembre de 1994) es un futbolista tailandés que juega como centrocampista.

## Trayectoria

### Clubes
| Club                | País      | Año         |
| ------------------- | --------- | ----------- |
| FC Fleury 91        | Francia   | 2014        |
| Angthong FC         | Tailandia | 2015 - 2017 |
| BG Pathum United FC | Tailandia | 2018        |
| Tokushima Vortis    | Japón     | 2019 -      |